# Loretto (Austria)
Loretto (węg. Lorettom, burg.-chor. Lovreta) – gmina targowa (Marktgemeinde) w Austrii, w kraju związkowym Burgenland, w powiecie Eisenstadt-Umgebung. Liczy 0,5 tys. mieszkańców (1 stycznia 2014).